# Massacre de Baga
Le massacre de Baga a lieu pendant l'insurrection de Boko Haram. Le 3 janvier 2015, les forces de Boko Haram prennent la base militaire de la Force multinationale, ainsi que les villes de Baga et Doron Baga. Dans les jours qui suivent, ils massacrent de nombreux civils dans ces deux villes et dans les villages des environs. Les estimations vont de 150 à 2 000 morts.

## Historique
Du 19 au 22 avril 2013, la ville de Baga est le théâtre de violents combats entre l'armée nigériane et Boko Haram. La ville est ravagée, selon Human Rights Watch 2 275 maisons et bâtiments sont détruits. De nombreux civils sont tués dans des circonstances mal éclaircies, l'armée nigériane ne reconnaît la mort que de 37 personnes, dont six habitants, la Croix-Rouge parle d'un total de 187 morts et un sénateur nigérian affirme avoir compté au moins 228 tombes.
Le 10 août 2014, Boko Haram effectue un raid sur Doron Baga. Au moins 97 jeunes hommes âgés de 15 à 30 ans sont emmenés de force par les djihadistes. Ces derniers brûlent également plusieurs habitations et tuent 6 à 28 hommes, ils ne laissent dans le village que les enfants et les femmes. Mais le 16 août, l'armée tchadienne libère 85 captifs après avoir intercepté le bus qui les transportaient. Six hommes de Boko Haram sont faits prisonniers,,.
Le 20 novembre 2014, 48 marchands de poissons sont massacrés par les djihadistes à Dogon Fill, près de Baga, et leurs corps sont jetés dans le Lac Tchad,. Après cette tuerie, le Niger et le Tchad décident de retirer leurs contingents de la base Baga, estimant que la zone est devenue trop dangereuse,.
En janvier 2015, la ville de Baga est peuplée de 10 000 habitants et couvre une superficie de 2 km2, la ville de Doron Baga, aussi appelée Doro Gowon, couvre une superficie de 4 km2.
Le 3 janvier 2015 les forces de Boko Haram attaquent la base militaire de Baga et s'en emparent après quelques heures de combat. Les djihadistes prennent aussi la ville et lancent des attaques sur plusieurs villages des environs. Baga, puis les localités de Kuayen Kuros, Mile 3, Mile 4, Doron-Baga et Bundaram sont mises à sac et des centaines de maisons sont incendiées. Les djihadistes ravagent également la ville de Babban Gida, située à 50 kilomètres de Damaturu.

## Déroulement
Dès le jour de la prise de la base militaire de Baga, les tueries commencent. Les djihadistes s'en prennent à la population civile, accusée de collaborer avec les forces gouvernementales nigérianes, Baga et ses environs comptant un grand nombre de miliciens de la Civilian Joint Task Force (CJTF) qui avaient participé à des opérations aux côtés de l'armée. Mais les djihadistes s'en prennent également aux femmes et aux enfants, selon un témoin une femme est notamment tuée alors qu'elle était en plein accouchement. Des centaines de femmes, de vieillards et d'enfants sont également capturés et rassemblés pendant plusieurs jours dans une école de Baga. La plupart des femmes âgées, des mères et des enfants sont finalement relâchés mais les djihadistes gardent avec eux plus de 300 jeunes filles,.
Le 6 janvier 2015, les djihadistes commencent à incendier la ville de Baga. Le lendemain, ils brûlent totalement seize villes et villages des rives du Lac Tchad,. 
Selon les analyses des images satellite effectuées par Amnesty International, 620 structures ont été « endommagées ou complètement détruites par le feu » à Baga, les dévastations sont encore plus grandes à Doron Baga, avec 3 100 structures endommagées ou détruites, soit la majeure partie de la ville. Selon Human Rights Watch, Doron Baga est détruite à 57%
Selon le Haut Commissariat des Nations unies pour les réfugiés, plus de 14 000 civils s'enfuient dans l'ouest du Tchad,,. 20 000 civils en provenance de Baga trouvent refuge à Maiduguri, en chemin plusieurs déplacés sont poursuivis et tués par les djihadistes. D'autres habitants tentent de prendre la fuite en traversant le Lac Tchad avec des bateaux, mais 560 personnes se retrouvent bloquées sur une île sans nourriture, et plusieurs d'entre elles meurent à cause du froid ou du paludisme, l'île étant infestée de moustiques. 
Les survivants rapportent avoir vu un grand nombre de corps. L'un d'eux, Yanaye Grema, qui s'enfuit de Baga le 6 janvier, déclare à l'AFP : « Sur cinq kilomètres, je n'ai pas arrêté de marcher sur des cadavres ». Une femme rapporte à Amnesty International : « Je ne sais pas combien il y en avait, mais nous étions entourés de cadavres, à perte de vue », un autre témoin affirme que « toute la ville empeste l'odeur des cadavres en décomposition ».
Le 9 janvier, l'armée nigériane annonce une offensive pour reprendre la ville de Baga, le même jour l'aviation effectue plusieurs frappes. Le 11, le Nigeria appelle à une coopération internationale face à Boko Haram. Quelques jours plus tard, le 19 janvier, les villages de Kekenu, Budur, Yoyo et Mile 90, situés à une quarantaine de kilomètres au sud de Baga, sont abandonnés par leurs habitants sur l'ordre des hommes de Boko Haram.

## Bilan humain
Le bilan des tueries est difficile à établir, la zone demeure contrôlée par Boko Haram, aucun journaliste n'est présent sur le terrain, les porte-parole de l'armée et du gouvernement ne communiquent que très peu sur les événements et les antennes ayant été détruites, il n'existe plus de réseau téléphonique dans l'extrême Nord-Est du pays. Les premiers témoignages viennent principalement des rescapés,.
Selon les premières déclarations à Reuters d'un responsable local, Abba Hassan, au moins 100 personnes ont été tuées dans l'attaque.
Le 9 janvier, Amnesty International annonce que, d'après l'enquête menée par un de ses chercheurs, Daniel Eyre, le bilan des massacres commis par Boko Haram dans les jours qui ont suivi la prise de Baga serait de plusieurs centaines à peut-être 2 000 morts. Amnesty International déclare alors que ce massacre pourrait être « le plus meurtrier de l'histoire de Boko Haram ».
Jeune Afrique rapporte toutefois que Ryan Cummings, chef analyste pour l'Afrique de la société de sécurité Red 24, juge le bilan de 2 000 morts excessif.
Le 10 janvier, dans le communiqué publié par le porte-parole du ministère de la Défense, Chris Olukolade, l'État nigérian ne donne pas de bilan humain mais indique que « décrire l'attaque comme la plus meurtrière jamais perpétrée par Boko Haram est assez exact », il affirme également que les pertes de l'armée dans les combats sont de 14 soldats tués et 30 blessés. Dans la semaine qui suit l'attaque Chris Olukolade déclare que le nombre des victimes ne dépasse pas 150, un bilan qui inclut également les djihadistes tués au combat,,,.
Le soir du 20 janvier, le massacre de Baga est revendiqué par Boko Haram, dans une vidéo où apparaît Abubakar Shekau. Ce dernier déclare : « Nous avons tué le peuple de Baga. Nous les avons en effet tués, comme notre Dieu nous a demandé de le faire dans Son Livre ».

### Rapports
- Images satellites: l'ampleur de l'attaque de Boko Haram, Amnesty International, 15 janvier 2015.
- Mausi Segun, Point de vue : Que s'est-il vraiment passé à Baga, au Nigeria?, Human Rights Watch, 14 janvier 2015.

### Reportages
- Aminu Abubakar, Nigeria: Baga, une ville fantôme, un an après le massacre de Boko Haram, AFP, 2 janvier 2016.

### Témoignages
- Matteo Maillard, Comment Aïcha, enceinte, a réussi à sauver sa famille d’une attaque de Boko Haram, Le Monde, 5 septembre 2016.